# Vale Press
Die Vale Press war eine britische Privatdruckerei.

## Geschichte
Die Vale Press wurde 1894 von dem englischen Künstler Charles Ricketts (1866–1931) gegründet und bestand bis 1904. Benannt ist die Druckerei nach Ricketts' Wohnsitz in Chelsea (London).
Als Künstler war Ricketts den damaligen Kunstströmungen gegenüber aufgeschlossen und mit der französischen Kunst, die unter anderen von der japanischen Holzschnittkunst beeinflusst wurde, bekannt.

Zusammen mit seinem Künstlerfreund Charles Shannon (1863–1937), war er der Herausgeber der Zeitschrift The Dial, die bis 1897 erschien.
Ricketts bevorzugte als Vorbilder für seine typographischen Entwürfe, die unter dem Einfluss der Renaissance in Italien entstandenen Schrifttypen des 15. Jahrhunderts. Er lehnte, entgegen William Morris und seinen Anhängern, gotische Einflüsse ab. Sein erster typographischer Entwurf für die "Vale Press", war die "Vale-Type" (1894), es folgten die "Avon-Type" (1899) und die "King's-Type" (1901/02).
Ein großer Unterschied zu den anderen englischen Privatdruckereien stellte die Produktion der Bücher dar, denn Ricketts betreute nicht selbst die Herstellung auf Handpressen, sondern überließ den Druck seiner Bücher einer anderen Druckerei, der "Ballantyne Press", und die Herausgabe einem selbstständigen Verlag, der Firma „Elkin Mathews & John Lane“. So wurden in der "Vale Press" nur die Entwürfe von Ricketts umgesetzt und deren Vertrieb in andere Hände gelegt.
Im Jahre 1899 wurde die "Ballantyne Press" durch einen Brand fast vollständig zerstört und somit auch das typographische und künstlerische Druckmaterial der "Vale Press" in Mitleidenschaft gezogen bzw. vernichtet.
Eine besondere Leistung der "Vale Press" stellt die künstlerische Gestaltung der gesammelten Werke von William Shakespeare dar, die in 39 Bänden um 1900–1903 gedruckt wurden. Die Ausgaben der "Vale Press" sind reich an dekorativen Buchschmuck, wie Illustrationen und floralen Ornamenten. Die vielseitige Ausstattung der Werke erscheint aber nicht überladen und aufgedrängt, sondern wohl positioniert und zurückhaltend.
Die künstlerischen Leistungen Ricketts' waren unter anderem ein Vorbild für die Arbeiten von Marcus Behmer.